# Sinantenna macrophthalma
Sinantenna macrophthalma är en ringmaskart som först beskrevs av Fauvel 1913.  Sinantenna macrophthalma ingår i släktet Sinantenna och familjen Polynoidae. Inga underarter finns listade i Catalogue of Life.